# فهرست فرودگاه‌های تونگا

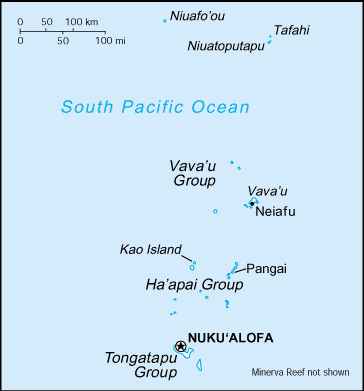
نقشهٔ تونگا

این مقاله شامل فهرست فرودگاه‌های تونگا است که بر پایهٔ مکان قرارگیری آن‌ها مرتب شده است.

## فرودگاه‌ها
| مکان                 | ایکائو | یاتا | نام فرودگاه                                    | دستگاه مختصات                                                   |
| -------------------- | ------ | ---- | ---------------------------------------------- | --------------------------------------------------------------- |
| ʻEua                 | NFTE   | EUA  | فرودگاه اوا                                    | ۲۱°۲۳′ جنوبی ۱۷۴°۵۷′ غربی / ۲۱٫۳۸۳°جنوبی ۱۷۴٫۹۵۰°غربی           |
| Lifuka، Haʻapai      | NFTL   | HPA  | فرودگاه جزیره لیفوکا (Salote Pilolevu Airport) | ۱۹°۴۶′۳۶″ جنوبی ۱۷۴°۲۰′۲۸″ غربی / ۱۹٫۷۷۶۶۷°جنوبی ۱۷۴٫۳۴۱۱۱°غربی |
| Niuafoʻou            | NFTO   | NFO  | فرودگاه ماتاهو                                 | ۱۵°۳۴′۱۶″ جنوبی ۱۷۵°۳۷′۵۱″ غربی / ۱۵٫۵۷۱۱۱°جنوبی ۱۷۵٫۶۳۰۸۳°غربی |
| Niuatoputapu         | NFTP   | NTT  | فرودگاه نیوتوپوتاپو (Kuini Lavenia Airport)    | ۱۵°۵۸′۳۶″ جنوبی ۱۷۳°۴۵′۱۸″ غربی / ۱۵٫۹۷۶۶۷°جنوبی ۱۷۳٫۷۵۵۰۰°غربی |
| نوکوآلوفا، تونگاتاپو | NFTF   | TBU  | فرودگاه بین‌المللی فوآموتو                      | ۲۱°۱۴′۲۸″ جنوبی ۱۷۵°۰۸′۵۸″ غربی / ۲۱٫۲۴۱۱۱°جنوبی ۱۷۵٫۱۴۹۴۴°غربی |
| Vavaʻu               | NFTV   | VAV  | فرودگاه بین‌المللی واوایو (Lupepauʻu Airport)   | ۱۸°۳۵′۰۷″ جنوبی ۱۷۳°۵۷′۴۲″ غربی / ۱۸٫۵۸۵۲۸°جنوبی ۱۷۳٫۹۶۱۶۷°غربی |